# Marc Hirschi
Marc Hirschi (Berna, Suíça, 24 de agosto de 1998) é um ciclista suíço que milita na equipa Team Sunweb.

## Palmarés
- 2017
  - 3.º no Campeonato Europeu em Estrada sub-23 
  - Tour de Jura[1]

- 2018
  - 1 etapa do Istrian Spring Trophy[2]
  - 1 etapa da Carreira da Paz sub-23
  - Campeonato Europeu em Estrada sub-23  [3]
  - 1 etapa do Tour de Alsacia
  - Campeonato Mundial em Estrada sub-23  [4]

- 2019
  - 2.º no Campeonato da Suíça Contrarrelógio

## Resultados nas Grandes Voltas e Campeonatos do Mundo
| Carreira           | 2018 | 2019 |
| ------------------ | ---- | ---- |
| Giro d'Italia      | -    | -    |
| Tour de France     | -    | -    |
| Volta a Espanha    | -    | -    |
| Mundial em Estrada | -    | 27.º |

-: não participa 

Ab.: abandono 

## Equipas
- Development Team Sunweb (2018)
- Team Sunweb (2019-)